# NGC 3456
NGC 3456 is een balkspiraalstelsel in het sterrenbeeld Beker. Het hemelobject werd op 8 februari 1785 ontdekt door de Duits-Britse astronoom William Herschel.

## Synoniemen
- MCG -3-28-18
- IRAS 10515-1545
- PGC 32730